# Касинета ди Лугањано
Касинета ди Лугањано (итал. Cassinetta di Lugagnano) је насеље у Италији у округу Милано, региону Ломбардија.
Према процени из 2011. у насељу је живело 1835 становника. Насеље се налази на надморској висини од 124 м.

## Становништво
| 1931. | 1936. | 1951. | 1961. | 1971. | 1981. | 1991. | 2001. | 2011. |
| ----- | ----- | ----- | ----- | ----- | ----- | ----- | ----- | ----- |
| 925   | 925   | 1.059 | 1.022 | 1.085 | 1.099 | 1.152 | 1.577 | 1.879 |